# جيم ديكسون (ملحن)
جيم ديكسون (بالإنجليزية: Jim Dickson)‏ هو ملحن ومنتج أسطوانات أمريكي، ولد في 17 يناير 1931 في لوس أنجلوس في الولايات المتحدة، وتوفي في 19 أبريل 2011.

## روابط خارجية
- جيم ديكسون على موقع أول ميوزيك (الإنجليزية)